# Hans Häring
Hans Häring (* 16. September 1908 in Stuttgart; † 20. November 1990 ebenda) war ein deutscher Volkswirt und Politiker (CDU).

## Leben
Nach dem Schulbesuch nahm Häring ein Studium der Volkswirtschaft an der Eberhard Karls Universität Tübingen auf, das er mit der Prüfung als Diplom-Volkswirt und als Diplom-Kaufmann abschloss. Darüber hinaus promovierte er zum Doktor der Staatswissenschaften. Seit 1941 war er als Wirtschaftsprüfer und Steuerberater in Stuttgart tätig. Später nahm er als Soldat am Zweiten Weltkrieg teil, aus dem er als Kriegsgefangener heimkehrte. Nach seiner Rückkehr setzte er seine vormalige berufliche Tätigkeit fort.
Häring schloss sich nach 1945 den Christdemokraten an und wurde Mitglied des CDU-Bundesausschusses für Wirtschaftspolitik. Von 1946 bis 1952 war er Abgeordneter des Landtages von Württemberg-Baden. Von 1952 bis 1953 gehörte er der Verfassunggebenden Landesversammlung an und im Anschluss war er bis 1960 Abgeordneter des baden-württembergischen Landtages.
Hans Häring war verheiratet und hatte drei Kinder.

## Ehrungen
- 1968: Bundesverdienstkreuz 1. Klasse
- 1989: Verdienstmedaille des Landes Baden-Württemberg